# 华中科技大学站
华中科技大学站位于中华人民共和国湖北省武汉市洪山区东湖高新区，是武汉地铁2号线的地铁车站。

## 车站结构
本站因临近华中科技大学而得名。车站位于珞瑜东路下方，珞瑜东路与关山大道丁字路口处，沿珞瑜东路布置。本站为地下两层岛式车站，地下一层为站厅层，地下二层为站台层。车站在珞瑜东路两侧布置有4个出入口。

### 楼层分布
| 地面     | 地面               | 出入口                               |  |  |
| 地下一层 | 站厅               | 售票机、客服中心、武漢通充值、洗手間 |  |  |
| 地下二层 |                    | █ 2号线 往天河机场（珞雄路）         |  |  |
|          | 岛式站台，左侧开门 |                                      |  |  |
|          |                    | █ 2号线 往佛祖岭（光谷大道）         |  |  |

### 车站出口
|                                                 |      |      |
| 出口編號                                        | 設施 | 照片 |
| A₁                                              |      |      |
| A₂                                              |      |      |
| A₃                                              |      |      |
| B                                               |      |      |
| C                                               |      |      |
| D                                               |      |      |
| 注： 設有升降機 \| 設有輪椅升降台 \| 設有洗手間 |      |      |

## 站名争议
本站原名为“华科大站”，但在2017年3月站名公示阶段，华中科技大学专门向武汉地铁集团发函，对公示的拟定站名“华科大”提出了明确意见，要求根据教育部核准的《华中科技大学章程》所定的官方简称“华中大”来命名该车站。地铁集团经过研究，采纳了其建议，在上报市政府审批时采用了此站名并获得了批准。然而市民及学校师生却对“华中大站”这个站名并不满意，认为“华中大”这一简称知晓度不高，比较拗口，即便在学校内部，师生在日常交流中仍习惯用“华科”或者“华工”这些简称。 另外有华中师范大学教授认为华中科技大学使用“华中大”这一缩写涉嫌占用华中师范大学的前身之一华中大学之缩写。

## 鄰近地點
华中科技大学、武汉市洪山区人民检察院等。